# 에이텍
주식회사 에이텍(Atec)은 대한민국의 컴퓨터 제조 기업이다.
2017년에 LG CNS의 금융자동화기기(ATM) 사업을 인수하였다.
본사 소재지가 성남시에 있고 대표이사가 성남 창조 경제 포럼 등에서 활동했단 이유로 이재명 테마주로 여겨져 있다.